# Konai Helu Thaman
Konai Helu Thaman (née en 1946) est une poétesse et universitaire tongienne. 

## Jeunesse
Thaman est née en 1946 à Nukuʻalofa, aux Tonga. Elle a fréquenté la Free Wesleyan Primary School, Tonga High School et l'Epsom Girls' Grammar School (en) à Auckland, en Nouvelle-Zélande. En 1972, elle a rencontré son mari Randy Thaman et voyagé avec lui aux États-Unis, où elle a fait ses études supérieures. Elle a obtenu un BA en géographie (Université d'Auckland), un Diplôme d'enseignement (Auckland Secondary Teachers' College), un Master of Arts en éducation internationale ( Université de Californie à Santa Barbara) et un doctorat en éducation (Université du Pacifique Sud),. 

## Carrière
Thaman a enseigné aux Tonga de 1969 à 1972. Elle travaille depuis 1974 à l'Université du Pacifique Sud, où elle occupe depuis sa création en 1998 une chaire en éducation et culture du Pacifique. Elle y a également occupé des postes de direction, notamment de directrice de l'Institut d'éducation, de chef de l'École des sciences humaines et de vice-chancelier,. 
Durant sa carrière universitaire, Thaman a été largement publiée, avec un accent sur l'éducation (notamment la formation des autochtones et des enseignants), le développement de programmes et le développement durable (avec un accent sur le contexte du Pacifique),. 
Thaman a occupé plusieurs postes auprès de l'UNESCO . Entre 1998 et 2006, elle a été titulaire de la Chaire UNESCO en formation des enseignants et culture. Elle est actuellement membre du programme Asie-Pacifique d'innovation éducative pour le développement et membre du Comité d'experts sur l'application de la Recommandation concernant la condition du personnel enseignant,. 

### Publications
Les œuvres de Thaman ont été utilisées dans l'enseignement primaire et secondaire dans le Pacifique. Ses recueils de poésie comprennent : 
- You the choice of my parents (Mana Publications, 1974)
- Langakali (Mana Publications, 1981)
- Hingano (Mana Publications, 1987)
- Kakala (Mana Publications, 1993)
- Songs of Love (Mana Publications, 1999)

Ses poèmes ont été traduits en plusieurs langues, dont l'allemand par Renate von Gizycki (de), dans le recueil de poèmes intitulé Inselfeuer. Gedichte aus Tonga von Konai Helu Thaman (série de littérature du Pacifique, 1986). Ils figurent également dans plusieurs anthologies dont Fire in the Sea: An Anthology of Poetry and Art et Nuanua: Pacific Writing in English since 1980.